# Miagan
Miagan is een bestuurslaag in het regentschap Jombang van de provincie Oost-Java, Indonesië. Miagan telt 3231 inwoners (volkstelling 2010).